# Ted Schroeder
Frederick Rudolph "Ted" Schroeder, född 20 juli 1921 i Newark, New Jersey, USA, död 26 maj 2006 i La Jolla utanför San Diego, Kalifornien, USA, var en amerikansk tennisspelare. Ted Schroeder vann under sin karriär sex Grand Slam-titlar, varav två i singel, tre i dubbel och en i mixed dubbel. Han upptogs 1966 i International Tennis Hall of Fame.

## Tenniskarriären
Ted Schroeder vann amerikanska juniormästerskapen i singel 1939, och redan året därpå, han var då 19 år gammal, vann han tillsammans med Jack Kramer herrdubbeln i Forest Hills (Amerikanska mästerskapen). De två kom att utgöra ett mycket slagkraftigt dubbelpar som bland annat vann Amerikanska mästerskapen ytterligare två gånger (1941 och 1947).
Som 21-åring tog Schroeder sin första GS-titel i singel, då han i finalen i Amerikanska mästerskapen 1942 besegrade landsmannen Frank Parker (8-6, 7-5, 3-6, 4-6, 6-2).
Det andra världskriget hindrade i stort sett spel utanför USA under 1940-talets fem första år. Schroeder kom därför att ställa upp i Wimbledonmästerskapen bara vid ett enda tillfälle. Det var 1949 års turnering.  Trots att han i stort sett varje match var nära nederlag genomförde han en lysande turnering. Redan i den första matchen, där han mötte landsmannen och dubbelspecialisten Gardnar Mulloy, var han nära förlust. Matchen gick till fem set, och Schroeder lyckades slutligen vinna med siffrorna 3-6, 9-11, 6-1, 6-0, 7-5. I kvartsfinalen mötte han den australiska spelaren Frank Sedgman, som han besegrade över fem set, trots att han under matchen haft två matchbollar emot sig. I semifinalen mötte han sydafrikanen Eric Sturgess, också den matchen gick till fem set. I den följande finalen mötte han tjecken Jaroslav Drobný som han besegrade, också i en tät femsetsmatch, med 3-6, 6-0, 6-3, 4-6, 6-4. På grund av sin förmåga att vinna långa femsetsmatcher kallades han av publik och press "Lucky Schroeder".     
I sin sista GS-final (Amerikanska mästerskapen 1949) mötte han Pancho Gonzales som vann en mycket spännande fem-setsmatch som spelades på regnvåta banor.
Ted Schroeder deltog i det amerikanska Davis Cup-laget 1946-51. Han spelade 19 matcher av vilka han vann 13, alla utom en på gräs. Hans lag vann Challenge Round-mötena över Australien 1947-49. Schroeder noterade vinster över bland andra John Bromwich. Åren 1950 och 1951 spelade laget också världsfinalmatcher mot Australien, men förlorade båda dessa. År 1951 mötte laget det svenska i interzonfinal. Amerikanerna vann, och Schroeder besegrade såväl Lennart Bergelin som Sven Davidson.

## Spelaren och personen
Ted Schroeder spelade under hela sin karriär tennis bara på deltid, och avböjde proffserbjudanden. Han tog ledigt från sin affärsverksamhet för att spela i de större turneringarna, vilket innebar att han känd som de "stora mästerskapens man". Som spelare är han känd för sitt utomordentliga volleyspel, han kallades ibland för the "volleying wizard" (den volleyspelande trollkonstnären). I London, i samband med sin seger i Wimbledon, blev han också känd som den "majskolvspiprökande yankeen".
Han tjänstgjorde under andra världskriget i Australien.

## Grand Slam-titlar
- Wimbledonmästerskapen
  - Singel - 1949
- Amerikanska mästerskapen
  - Singel - 1942
  - Dubbel - 1940, 1941, 1947
  - Mixed dubbel - 1942